# Мијо Керошевић
Мијо Керошевић Гуја (Хусино, код Тузле, 4. јун 1920 — Чађевица, код Бијељине, 3. децембар 1946), рудар, учесник Народноослободилачке борбе и народни херој Југославије.

## Биографија
Рођен је 4. јуна 1920. године у селу Хусино, код Тузле. Потиче из познате рударске породице Керошевић. Године када је рођен, у Хусину је избио рударски штрајк, познат као „Хусинска буна“. У овом штрајку учествовао је Мијин отац Фрањо, као и његови стричеви, међу којима и Јуро Керошевић, који је после слома штрајка оптужен за убиство жандарма и најпре осуђен на смрт, а касније помилован на двадесетогодишњу робију.
После завршетка школе, Мијо је као и већина мушких чланова његове породице, постао рудар. Радио је најпре у руднику Креки, а пред рат је радио у Бановићима. Прва сазнања о радничком покрету, Мијо је понео из своје породице, која је активно учествовала у револуционарном радничком покрету. Члан Савеза комунистичке омладине Југославије (СКОЈ) постао је у годинама пред рат.
Априлски рат и окупација Краљевине Југославије, 1941. године затекли су га у Бановићима, одакле се вратио у родно место. Као члан СКОЈ-а, активно је учествовао у припремама за оружани устанак. У договору са Обласним комитетом КПЈ за Тузлу, група рудара Хрвата предвођена Петром Миљановићем и Ивом Бојановићем, а у којој је био и Мијо, се пријавила у Усташки табор у Букињу. После извесног времена проведених у усташама, где су добили униформе, оружје и муницију, они су у августу пребегли партизанима на ослобођену територију на Озрену. Од ове групе рудара, као и других рудара који су већ били на Озрену, формирана је Хусинска рударска чета унутар Озренског партизанског одреда. Међу борцима ове чете био је и рудар Пејо Марковић, у чију је част испевана песма „Коњух планином“. Од свих рудара-бораца ове чете једино је Мијо дочекао крај рата. У чланство Комунистичке комунистичке партије (КПЈ) примљен је 1942. године.
Мијо је био веома храбар борац, због чега су му његови другови дали надимак „Гуја“. Крајем 1942. године је ступио у Шесту источнобосанску бригаду, а од октобра 1943. је ушао у тада формирану Осамнаесту хрватску источнобосанску бригаду. У њој се налазио на дужности команданта Трећег хусинског батаљона. Као командант батаљона, истакао се у борбама током Шесте непријатељске офанзиве, крајем 1943. године. Заједно са својом јединицом, по великој зими је неколико пута прелазио реку Кривају, обезбеђујући тако Штаб Трећег босанског корпуса. Истакао се и у борбама око Тешња, Фоче, Вучјаку, Добоја, око Кладња и Тузле.
Крајем 1944, као искусан и проверен борац, био је пребачен у Корпус народне одбране Југославије (КНОЈ), који се налазио под командом Одељења за заштиту народа (ОЗН). По завршетку рата, пребачен је у Озну и постављен за опуномоћеника Озне у Тузли, а касније на дужност референта у Окружном одељењу Озне у Тузли. На терену око Тузле, као и подручју Посавине и Мајевице, учествовао у потерама за остацима усташких и четничких банди.
Смртно је страдао 3. децембра 1946. године, у селу Чађевица, код Бијељине током потере за четничким одметницима — Драгом Аничићем и Јоцом Зарићем. Сахрањен је на Спомен-гробљу у Хусину, где су сахрањени рудари учесници Хусинске буне, као и његови другови из Хусинске партизанске чете, који су пали током Народноослободилачке борбе.
Носилац је Партизанске споменице 1941., а одлуком Президијума Народне скупштине ФНРЈ, 5. јула 1951. године је проглашен за народног хероја Југославије.